# Georg Handler
Georg Handler (* 25. Februar 1908 in Neunkirchen; † 24. Februar 1973 in Wien) war ein österreichischer Politiker und Drechslergehilfe. Er war von 1934 bis 1937 Abgeordneter zum Landtag von Niederösterreich.
Handler arbeitete als Drechslergehilfe in Wiener Neustadt und war während des Austrofaschismus zwischen dem 22. November 1934 und dem 27. April 1937 Mitglied des Ständischen Landtags. Handler war Vertreter des Gewerbes, ihm folgte am 6. Juli 1937  Johann Endl nach.